# Spinetaxalus camerunensis
Spinetaxalus camerunensis là một loài bọ cánh cứng trong họ Cerambycidae.